# Francesca Saportella
Francesca Saportella fue abadesa de Santa María de Pedralbes de 1336 a 1364) y la suya fue conocida como La bella celda pintada.
Francesca Saportella (o ça Portella) y de Pinós pertenecía a un linaje vicarial y de magnates que tomó el nombre del castillo de la Portella, llamado también hasta el siglo XI de Frontanyà, en el condado de Berga; esto por parte de padre, Bernat Guillem de Saportella, barón de Lluçà y la Portella. Por la parte materna era hija de una Pinós, Sibila, perteneciendo a una familia igualmente patricia. Su madre era prima de la reina Elisenda de Moncada y de Pinós.
Sobrina de la reina Elisenda, Francesca fue la segunda de las abadesas de Santa María de Pedralbes, al suceder en el cargo a la abadesa Soberana de Olzet (1327-1336). Estuvo al frente de una comunidad de treinta y seis mujeres, en años muy duros, en los que tuvieron que afrontar la peste negra, que tuvo el punto álgido en 1348 i en la cual la comunidad de Pedralbes sufrió bastantes pérdidas. 

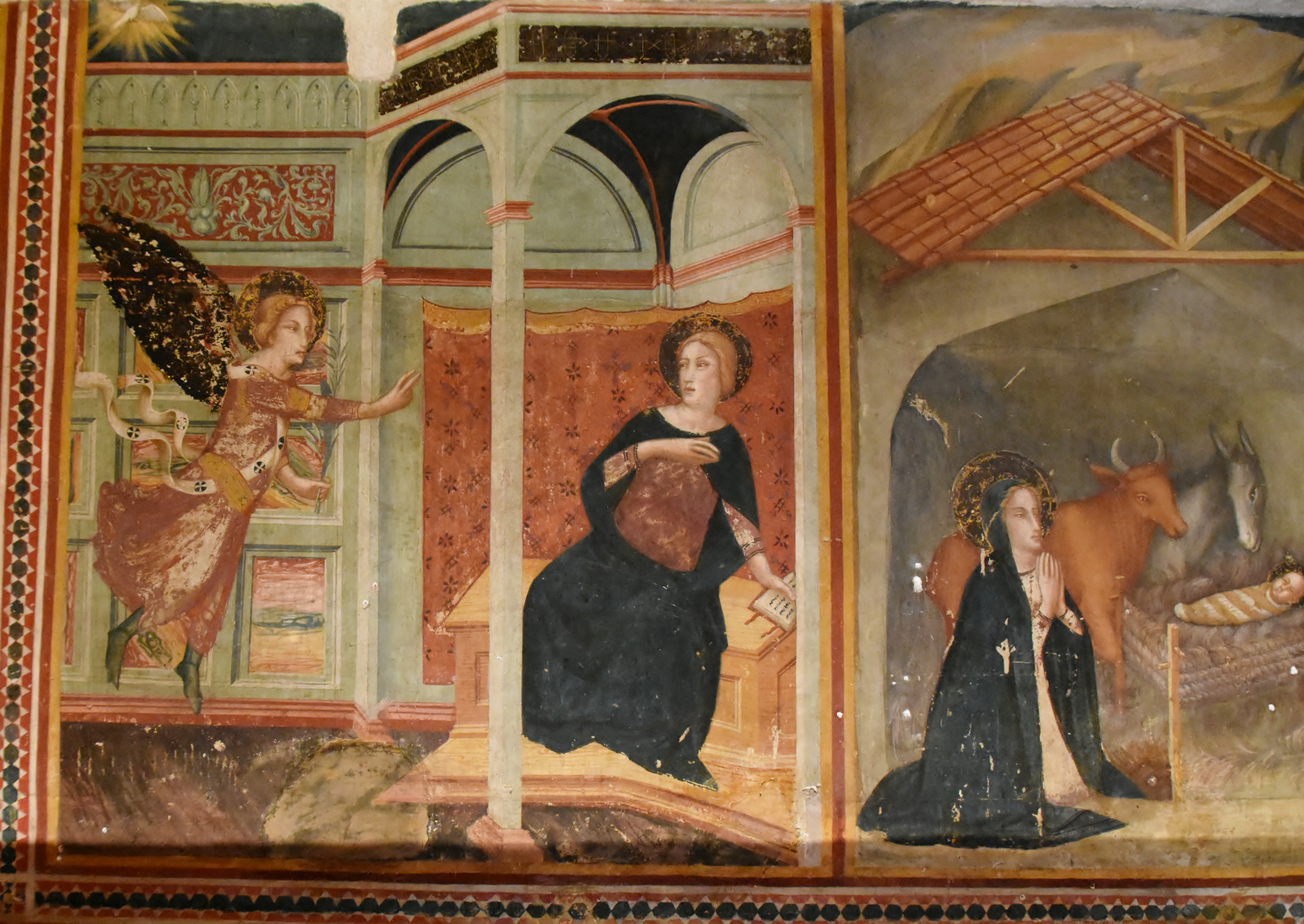
Las pinturas de Ferrer i Bassa en la celda de Francesca Saportella

Alrededor del claustro se construyeron unos pequeños espacios para la oración individual de algunas religiosas durante el día. Cada celda se decoraba en función del gusto y las posibilidades económicas de la monja que la utilizaba. Francesca Saportella tenía gusto y no le faltaban posibilidades. Escogió el maestro Jaume Ferrer Bassa, que en aquel momento era pintor real, para que decorara su celda –que hoy se conoce como capilla de Sant Miquel– con la recreación de escenas religiosas que rellenan por completo los muros de la celda, incluidos los marcos de las oberturas que se aprovecharon para representar escenas de la vida de Jesús. La abadesa Francesca Saportella debía de contar con el visto bueno de la reina Elisenda, que todavía vivía. Las pinturas que se conservan íntegramente constituyen un monumento de valor incalculable para el estudio de los primeros pasos de la pintura catalana y son la primera muestra de la pintura del Trecento en la península. El contrato es del año 1345 y el original se conserva en la misma celda en un cuadro colgado al pie de las pinturas.